# Mario & Sonic at the Olympic Winter Games
Mario & Sonic at the Olympic Winter Games (マリオ&ソニック AT バンクーバーオリンピック Mario to Sonikku atto Bankūbā Orinpikku?, lit. "Mario & Sonic at the Vancouver Olympics") är ett sportspel utvecklat av Sega och det andra spelet i Mario & Sonic-serien, näst efter Mario & Sonic at the Olympic Games. Spelet utvecklades av Sega och gavs ut av Nintendo i Japan och av Sega i Nordamerika och Europa. Spelet är officiellt licensierats som International Sports Multimedia, av den internationella olympiska kommittén (IOK). Det släpptes till Wii och bärbara Nintendo DS i oktober 2009, och blev det första officiella spelet för olympiska vinterspelen 2010.

## Spelbara grenar

### Wii-versionen[3]
| - Alpint - Störtlopp - Alpint - Storslalom - Backhoppning - Stor backe, individuellt - Backhoppning - Stor backe, lag - Freestyle - Puckelpist - Freestyle - Skicross - Snowboard - Halfpipe - Snowboard - Snowboardcross - Skridsko - 500m - Skridsko - Short track - Skridsko - Short track, stafett - Konståkning - Bob - Skeleton - Bob - Ishockey - Curling | - Dream Alpine - Individuellt - Dream Alpine - Lag - Dream Ski Jumping - Individuellt - Dream Ski Jumping - Lag - Dream Ski Cross - Individuellt - Dream Ski Cross - Lag - Dream Snowboard Cross - Individuellt - Dream Snowboard Cross - Lag - Dream Short Track - Dream Figure Skating - Dream Bobsleigh - Dream Ice Hockey - Dream Curling - Dream Snowball Fight - Dream Gliding - Individuellt - Dream Gliding - Lag |

### DS-versionen[4]
| - Skidåkning - Alpint, storslalom - Skidåkning - Puckelpist - Skidåkning - Nordisk kombination - Skidåkning - Backhoppning, Stor backe - Skidåkning - Längdåkning - Skridsko - 500m - Skridsko - Short track, 500m - Skridsko - Konståkning - Snowboard - Snowboardcross - Bob - Bob - Bob - Skeleton - Ishockey - Ishockey - Curling - Curling - Skidskytte - Skidskytte - Rodel - Rodel | - Dream Skiing - Ski Cross Racing - Dream Skiing - Rocket Ski Jumping - Dream Skiing - Super Sonic Downhill - Dream Skating - Intense Short Track - Dream Skating - Ultimate Figure Skating - Dream Snowboard - Extreme Snow Boarding - Dream Snowboard - Deluxe Halfpipe - Dream Bobsleigh - Blazing Bobsleigh - Dream Ice Hockey - Fever Hockey - Dream Curling - Curling Bowling - Dream Biatlon - Ski Shooting - Dream Snow Machine - Snow Machine Fight |